# Русаківська сільська рада
Русакі́вська сільська́ ра́да — адміністративно-територіальна одиниця та орган місцевого самоврядування в Білогірському районі Автономної Республіки Крим. Адміністративний центр — село Русаківка.

## Загальні відомості
- Населення ради: 1 203 особи (станом на 2001 рік)

## Населені пункти
Сільській раді підпорядковані населені пункти:
- с. Русаківка
- с. Лугове

## Склад ради
Рада складається з 16 депутатів та голови.
- Голова ради: Юхнович Василь Андрійович
- Секретар ради: Лопатіна Галина Валентинівна

### Керівний склад попередніх скликань
| Прізвище, ім'я, по батькові | Основні відомості | Дата обрання | Дата звільнення |
| --------------------------- | --- | ------------ | --------------- |
| Юхнович Василь Андрійович   | Сільський голова, 1955 року народження, освіта середня спеціальна, член Соціал-демократичної партії України (об'єднаної) | 26.03.2006   | 31.10.2010      |
| Юхнович Василь Андрійович   | Сільський голова, 1955 року народження, освіта середня спеціальна, член Партії регіонів                                  | 31.10.2010   |                 |

Примітка: таблиця складена за даними сайту Верховної Ради України

### Депутати
За результатами місцевих виборів 2010 року депутатами ради стали:

#### За суб'єктами висування
| Суб'єкт висування                 | Кількість обраних депутатів | %    |
| --------------------------------- | --------------------------- | ---- |
| Партія регіонів                   | 6                           | 37,5 |
| Самовисування                     | 6                           | 37,5 |
| Комуністична партія України       | 3                           | 18,8 |
| Політична партія «Сильна Україна» | 1                           | 6,3  |

#### За округами
| № округу                          | Прізвище, ім'я, по батькові     | Дата визнання обраним | Освіта             | Партійна приналежність                  | Відомості про обраного депутата                          |
| --------------------------------- | ------------------------------- | --------------------- | ------------------ | --------------------------------------- | -------------------------------------------------------- |
| Комуністична партія України       |                                 |                       |                    |                                         |                                                          |
| 3                                 | Панін Олександр Іванович        | 02.11.2010            | середня            | позапартійний                           | тютюноводство Лугове                                     |
| 13                                | Прасол Зоя Василівна            | 02.11.2010            | середня            | позапартійна                            | ВАТ «Грінтек» с. Русаківка, тютюновод                    |
| 15                                | Паршуков Володимир Анатолійович | 02.11.2010            | середня спеціальна | позапартійний                           | тимчасово не працює                                      |
| Партія регіонів                   |                                 |                       |                    |                                         |                                                          |
| 1                                 | Проскуріна Олена Яківна         | 02.11.2010            | середня спеціальна | член Партії регіонів                    | фельдшерсько-акушерський пункт с. Русаківка, завідувачка |
| 2                                 | Кретушева Катерина Петрівна     | 02.11.2010            | середня спеціальна | член Партії регіонів                    | c.Лугове, акушерка                                       |
| 6                                 | Фоміна Олена Федорівна          | 02.11.2010            | середня            | член Партії регіонів                    | Русаківська загальноосвітня школа, бібліотекар           |
| 8                                 | Лопатіна Галина Валентинівна    | 02.11.2010            | середня спеціальна | член Партії регіонів                    | Русаківської сільської ради, секретар                    |
| 11                                | Смирнова Галина Миколаївна      | 02.11.2010            | середня            | член Партії регіонів                    | ПМП «Фенікс», с. Русаківка, охоронець                    |
| 14                                | Погосян Алвард Мартуніківна     | 02.11.2010            | середня            | член Партії регіонів                    | приватний підприємець                                    |
| Політична партія «Сильна Україна» |                                 |                       |                    |                                         |                                                          |
| 12                                | Мосійчук Людмила Володимирівна  | 02.11.2010            | середня            | член Політичної партії «Сильна Україна» | Русаківська загальноосвітня школа, тех.працівник         |
| Самовисування                     |                                 |                       |                    |                                         |                                                          |
| 4                                 | Муратов Усеін Серверович        | 02.11.2010            | середня            | позапартійний                           | СК «Івушка» с. Русаківка, водій                          |
| 5                                 | Сахтара Алі Кадирович           | 02.11.2010            | середня            | позапартійний                           | ЛПХ с. Русаківка                                         |
| 7                                 | Джеппаров Мустафа Садикович     | 02.11.2010            | середня            | позапартійний                           | Русаківська загальноосвітня школа, водій                 |
| 9                                 | Февзиєва Ленара Енверівна       | 02.11.2010            | вища               | позапартійна                            | тимчасово не працює                                      |
| 10                                | Хайбуллаєв Сервер Мамбетович    | 02.11.2010            | середня            | позапартійний                           | тимчасово не працює                                      |
| 16                                | Мавлют Ленур Рефатович          | 02.11.2010            | середня            | позапартійний                           | тимчасово не працює                                      |